# Cuterebra cayennensis
Cuterebra cayennensis är en tvåvingeart som beskrevs av Macquart 1843. Cuterebra cayennensis ingår i släktet Cuterebra och familjen styngflugor. Inga underarter finns listade i Catalogue of Life.